# Нанетти, Мария Клелия
Мария Кле́лия Нане́тти, FMM (итал. Maria Clelia Nanetti, в монашестве — Мария Клара, 9 января 1872, Оккьобелло, Венеция — 9 июля 1900, Тайюань) — святая Римско-Католической Церкви, монахиня из женской монашеской конгрегации «Францисканки Миссионерки Марии», мученица.

## Биография
После окончания школы Мария Клелия Нанетти помогала родителям в домашнем хозяйстве. Её родители строили планы о удачном замужестве их дочери, желая, чтобы Мария Клелия Нанетти использовала своё будущее супружество как возможность поднять своё социальный статус. Однако, в возрасте 18 лет Мария Клелия Нанетти решила поступить в монастырь. Несмотря на сопротивление родителей, 24 января 1892 года Мария Клелия Нанетти поступила в монашескую конгрегацию «Францисканки Миссионерки Марии». В 1898 году она закончила пребывание в новициате, приняв монашеское имя Мария Клара.
В 1898 году епископ Франциск Фоголла, занимавшийся миссионерской деятельностью в Китае, путешествовал по Европе, рассказывая о жизни китайской католической Церкви, искал желающих поехать на миссию в эту страну. Будучи в Турине на Международной выставке, посвящённой китайской культуре, Франциск Фоголла познакомился там с основательницей конгрегации «Францисканки Миссионерки Марии» Еленой Марией де Шаппотен, которая предложила ему послать в Китай несколько монахинь. В результате их встречи на миссию поехала небольшая группа священников и монахинь, среди которых была и Мария Клара. Будучи на миссии в Тайюане, Мария Клара занималась катехизацией, ухаживала за бедными и сиротами. 
В 1899—1900 гг. в Китае проходило ихэтуаньское восстание боксёров, во время которого пострадало много китайских христиан. Мария Клара была арестована повстанцами по приказу губернатора провинции Хэбэй Юй Сяня вместе с группой католиков и приговорена губернатором провинции Шаньси Юй Сянем к смертной казни, которая состоялась 9 июля 1900 года.

## Прославление
Мария Клара была беатифицирована 27 ноября 1946 года папой Пием XII и канонизирована 1 октября 2000 года папой Иоанном Павлом II вместе с группой 120 китайских мучеников.
День памяти в Католической Церкви — 9 июля.

## Источник
- George G. Christian OP, Augustine Zhao Rong and Companions, Martyrs of China, 2005, стр. 44 (недоступная ссылка)